# 宫冈宽
宫冈宽（日语：宮岡寛，1958年7月4日—），日本游戏开发者，原Crea-Tech执行董事，原角川遊戲所屬，目前任职于Cygames；因创作重装机兵系列而出名。

## 简历
宫冈宽出生于日本山口县防府市，中学时代和山本贵嗣是同学。早稻田大学（后退学）在校期间成为一名自由撰稿人，和鸟嶋和彦，堀井雄二等结下不解之缘。因连载于《周刊少年Jump》的《神拳FC》而出名。
1986年在堀井的的邀请下参与了勇者斗恶龙洛特三部曲的创作。在《勇者斗恶龙》中以剧本助手的身份参与了游戏迷宫的设计。
1988年宫冈自立门户并建立了Crea-Tech。和当时RPG中流行的幻想色彩之风不同，具有强烈科幻色彩的《重装机兵》于1991年发布了。
之后的1993年和1995年，《重装机兵2》和《重装机兵 回归》的相继发布受到了玩家的热烈欢迎；但由于发行商Data East的破产以及商标问题的的纠纷，近10年间Metal Max系列都没有出现新作。2005年《沙尘之锁》成功发布，但由于权利问题，宫冈宽及Crea-tech并没有参与前期开发，直到这一问题解决才参与设计。之后的系列作品（《钢之季节》、《旋律连锁》和《重装机兵3》）宫冈宽都参与了企划。
2022年7月，Cygames宣布从角川方面获得《重装机兵》系列IP，而宫冈宽也随之从角川加入Cygames。
宫冈喜欢猫，2001年家中曾养了9只。

## 游戏作品
- 重装机兵系列 （1991年－2010年）
- 梦幻之塔系列（1996年－1998年）
- 幻獣旅団 （1998年）
- ピキーニャ!系列（1998年－2000年）
- 天空のレストラン （2000年）
- いただきストリート3 億万長者にしてあげる! 〜家庭教師つき!〜 （2002年）
- ヒーローコネクション （2003年）

## 漫画原作
- あそびじゃないの（作画：岡崎次雄 1992年－1994年 ）